# Acrojana simillima
Acrojana simillima är en fjärilsart som beskrevs av Rothschild 1932. Acrojana simillima ingår i släktet Acrojana och familjen Eupterotidae. Inga underarter finns listade i Catalogue of Life.